# Athroostachys
Athroostachys là một chi thực vật có hoa trong họ Hòa thảo (Poaceae).

## Loài
Chi Athroostachys gồm các loài: